# Microstegium
Microstegium es un género de plantas herbáceas de la familia de las poáceas. Es originario de las regiones tropicales y subtropicales de África y Asia.

## Etimología
El nombre del género deriva de las palabras griegas micros (pequeños) y stege (techo o cubierta), en alusión a los pequeños lemas. 

## Especies
| - Microstegium arisanense - Microstegium aristulatum - Microstegium bequaertii - Microstegium biaristatum - Microstegium biforme - Microstegium boreale - Microstegium borianum - Microstegium brandisii - Microstegium breviaristatum - Microstegium calochloa - Microstegium cantonense - Microstegium capense - Microstegium ciliatum - Microstegium clavigerum - Microstegium debile - Microstegium delicatulum - Microstegium dilatatum - Microstegium dispar - Microstegium elmeri - Microstegium eucnemis | - Microstegium falconeri - Microstegium fasciculatum - Microstegium fauriei - Microstegium formosanum - Microstegium geniculatum - Microstegium glaberrimum - Microstegium glabratum - Microstegium gracile - Microstegium gracillimum - Microstegium gratum - Microstegium hendersonii - Microstegium imberbe - Microstegium japonicum - Microstegium japonicus - Microstegium mayebaranum - Microstegium monanthum - Microstegium montanum - Microstegium nodosum - Microstegium nudum - Microstegium okamotoi - Microstegium parceciliatum | - Microstegium parciciliatum - Microstegium petiolare - Microstegium pleiostachyum - Microstegium pseudeulalia - Microstegium reticulatum - Microstegium rufispicum - Microstegium rupestre - Microstegium somai - Microstegium spectabile - Microstegium spectabile - Microstegium spectahile - Microstegium stapfii - Microstegium steenisii - Microstegium sumatrensis - Microstegium tenue - Microstegium vagans - Microstegium viminea - Microstegium vimineum - Microstegium willdenovianum - Microstegium yunnanense |